# Linophryne arborifera
Linophryne arborifera är en fiskart som beskrevs av Regan 1925. Linophryne arborifera ingår i släktet Linophryne och familjen Linophrynidae. Inga underarter finns listade i Catalogue of Life.